# Spinhyporhagus rozei
Spinhyporhagus rozei es una especie de coleóptero de la familia Monommatidae.

## Distribución geográfica
Habita en Venezuela.